# Ponceau 3R
Ponceau 3R ist ein roter Monoazofarbstoff, der von 1907 bis 1968 als Lebensmittelfarbstoff verwendet wurde. Er gehört zur Gruppe der Ponceau-Farbstoffe.

## Darstellung
Bei der Herstellung von Ponceau 3R wird 2,4,5-Trimethylanilin mit Natriumnitrit diazotiert und das Diazoniumsalz auf 3-Hydroxynaphthalin-2,7-disulfonsäure (R-Säure) gekuppelt.

## Eigenschaften
Ponceau 3R ist als krebserregend bekannt.

## Regulierung
Über den Safe Drinking Water and Toxic Enforcement Act of 1986 besteht in Kalifornien seit dem 1. April 1988 eine Kennzeichnungspflicht, wenn Ponceau 3R in einem Produkt enthalten ist.